# سيكو باول
سيكو باول (بالإنجليزية: Sechew Powell)‏ مواليد 6 يونيو 1979 في بروكلين، نيويورك، نيويورك، الولايات المتحدة، هو ملاكم محترف أمريكي يصنف ضمن فئة وزن خفيف المتوسط بدأ مسيرته الاحترافية سنة 2002.

## المسيرة الاحترافية
من نزالاته:
- خسر أمام كورنيليوس بوندراجي (25-06-2011).

## إحصائيات
خاض خلال مسيرته 32 نزالا، فاز في 26 وخسر في 6. فاز بالضربة القاضية في 15 نزالا.

## روابط خارجية
- سيكو باول على موقع بوكس ريك (الإنجليزية) (registration required)